# 文公 (陳)
文公（ぶんこう）は、春秋時代の陳の君主（在位:前754年 - 前745年）。姓は嬀、名は圉。平公の子として生まれた。平公の後をうけて陳国の君主となった。桓公・陳公他の父。